# Lex Cornelia de sicariis et veneficis
A Lex Cornelia de sicariis et veneficis (Lei Cornélia sobre apunhaladores e envenenadores), promulgada no ano 82 a.C. na reforma jurídica proposta por Lúcio Cornélio Sula.

## História

### Preliminares
É sabido que uma das leis das 12 tábuas continha previsões legais que contemplavam o ilícito-típico do homicídio, mas não se sabe muito mais a esse respeito. 
É axiomático, entre os historiadores, que a lei de Numa Pompilio, citada por Festo "Si quis hominem liberum dolo sciens morti duit paricida esto" terá sido enxertada nas Doze Tábuas e será, à partida, a lei a que Plínio se refere. É comummente aceite que as Doze Tábuas continham dispositivos legais contra encantamentos (malum carmen = canção maligna; feitiços que eram entoados ou cantados em ritual) e envenenamentos, ambos os quais também eram legalmente enquadrados dentro do tipo de ilícito do parricídio (quem matasse os próprios pais era metido num saco (culeus ou culleus), cuja boca era cosida, e deitado ao rio).
Foi com base nas previsões legais de alguma lei antiga, que o senado, mediante consultum (decreto), ordenou aos cônsules Públio Cornélio Cipião Násica Serapião e Décimo Júnio Bruto Galaico, em 138 a.C., que investigassem o assassínio de Silvia Scantia.

### Lex Cornelia de sicariis et veneficis
A lex Cornelia de sicariis et veneficis foi passada na altura do dictador Sula, em 82 a.C. e tipificava na sua factispécie condutas tão díspares como homicídios; andar armado, com o intuito de matar ou roubar; atear incêndios; entre outros, subjazendo todas essas condutas ao pressuposto anímico típico do dolus malus.
Dolus malus, tal como é definido por Marcus Antistio Labeão, era: «Dolus malus est omnis calliditas, fallacia, machinatio ad circumveniendum, fallendum, decipiendum alterum adhibita». Ou seja, correspondia a um estado anímico ou intencionalidade maldosa, com base na qual se praticam (ou omitem) actos com o objectivo de prejudicar outra pessoa.  
A lei não só proibia o acto de envenenar alguém (crime de venefício), como também proibia a preparação, venda, compra, possessão ou provimento de venenos, com o intuito (o tal dolus malus) de envenenar alguém. Inclusive, a lei estatuiu um regime agravado de punição para os magistrados e senadores, que fossem descobertos a conspirar ou conluiar contra outrem, sujeitando-os obrigatoriamente a julgamento público (judicium publicum).
Aos dispositivos legais desta lei foram, ulteriormente, acrescentadas, por senatus consultum (decreto do senado), disposições legais contra a mala sacrificia, também dita impia sacrificia (a preparação ou realização de rituais mágicos com o intuito de prejudicar outrem), para que os autores desse crime (chamados “agentes do crime”, nomenclatura que sobrevive no âmbito do Direito, mesmo nos dias de hoje) também fossem julgados à luz da Lex Cornelia de sicariis et veneficis.
De acordo com autores mais modernos, a pena cominada por esta lei era a interdictio aquae et ignis (lit. interdição de água e fogo), que correspondia a uma perda da cidadania romana, mas não da liberdade, acrescida de perda do direito a fazer parte da sociedade romana, o que se traduzia numa proibição a todos os cidadãos de prestarem bens, serviços ou víveres à pessoa interditada. Para todos os efeitos, sagrava-se num exílio forçado da cidade, sob o risco do interdito morrer à inanição nas ruas de Roma, por estar como que proscrito de todo o contacto relevante com os demais cidadãos. Esta pena enquadrava-se na categoria dos capitis deminutio, dado que envolvia a perda da cidadania romana, mas não da liberdade.
Marciano, por seu turno, diz que o castigo previsto, era antes a deportatio in insulam com confisco da propriedade. As consequências da deportatio in insulam eram a perda de propriedade e da cidadania, mas não da liberdade. Embora o deportatus (deportado) deixasse de ser um cidadão romano, mantinha a capacidade legal de comprar e vender e de praticar outros negócios jurídicos, mas passava a ter de fazê-los sob as regras do ius gentium.
Ambas as afirmações são verdadeiras, se tivermos em conta que a deportatio, no tempo dos imperadores substituiu a interditio (capitis deminutio) e que a digesta de Marciano certamente foi escrita à feição da nomenclatura que seria mais comum à época em que foi escrita ou compilada. Ademais, esta lex foi modificada inúmeras vezes por decretos do senado.
Mais tarde, na época de Marciano, o crime de venefício ditava a pena capital para os infractores de baixo estatuto (os humiliores), que eram lançados às feras, para que perecessem cruentamente, ao passo que os infractores de alto estatuto (os altiores) é que recebiam a pena de deportação.

## Crime de venefício na Roma Antiga

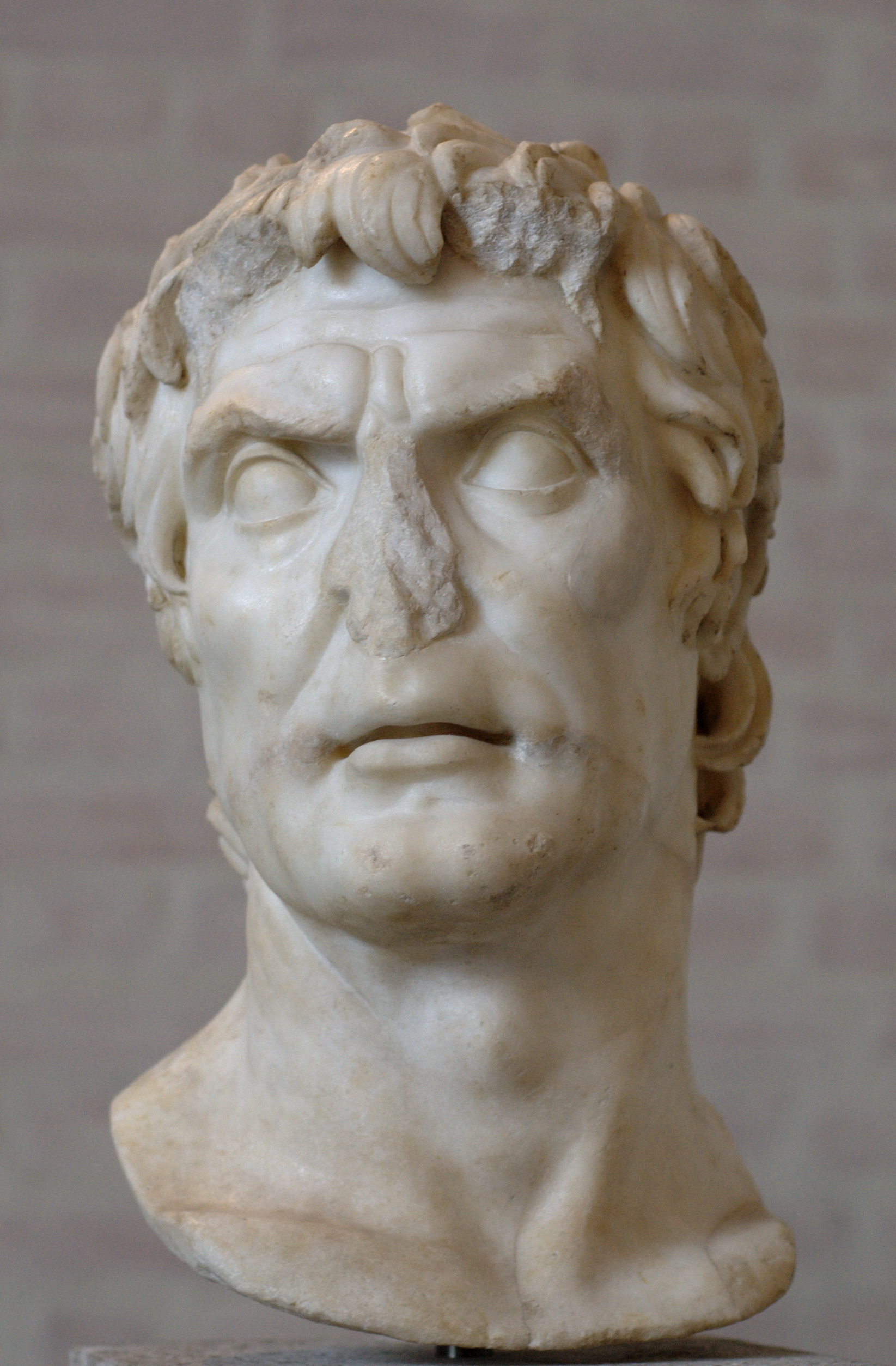
Sula, dictador romano que promolgou a Lex Cornelia de sicariis et veneficis

Na Roma Antiga, o crime de venefício constituía o acto de envenenar alguém. Tratava-se de um crime infame e insidioso e encontrava-se estereotipicamente associados às mulheres, sendo certo que não se exclui a possibilidade de muitas das condenadas o terem sido, sem que provas da sua culpa houvessem sido apuradas, à guisa do que sucedeu a mulheres condenadas por bruxaria na Idade Média.
A primeira ocorrência conhecida do crime de venefício em Roma, o famoso caso da «captis mentibus» (lit. "a detenção das mentirosas"), deu-se na pendência do consulado de Marco Cláudio Marcelo e Caio Valério em 331 a.C., quando a cidade foi assolada por uma peste. Na sequência da morte de várias figuras proeminentes da cidade, acometidas de estranha doença, uma escrava acusou um conjunto de matronas romanas patrícias, junto dos edis curuis.
Na sequência da acusação, as autoridades surpreenderam vinte matronas, dentre as quais Cornelia e Sérgia, ambas das mais patrícias famílias de Roma, em flagrante delito, a preparar decoctos venenosos ao lume, para depois os impingirem aos magistrados no fórum. Tendo denegado a venenosidade da decocção, as matronas foram executadas, por venéficas e mentirosas. Na sequência destas diligências judiciais foram detidas e condenadas setenta matronas venéficas.
Outra ocorrência famosa foi um venefício de larga escala, que se deu na esteira de uma celebração em honra de Baco, um bacanal, em que se ervaram as libações dos celebrantes do ritual, com veneno desconhecido, em 184 a.C. O então pretor, Quinto Névio Macro, foi incumbido pelo Senado da investigação deste caso, então crismado de "de veneficiis quaerere" (lit. o "inquérito do venefício"), tendo envidado horas a esmiuçar a questão, na municipia e no conciliábulo, o que redundou na condenação de 200 pessoas, de acordo com Valério Antias.